# USS Wasp (CV-7)
A USS Wasp (CV-7) az Egyesült Államok Haditengerészete (US Navy) egy egyedi építésű repülőgép-hordozója volt a II. világháború idején. Neve, a Wasp kettős jelentéssel bír, egyrészt Darázs, másrészt mozaikszó: WASP: White Anglo-Saxon Protestant, azaz fehér angolszász protestáns, az Észak-Amerikát benépesítő brit telepesek és leszármazottaik megnevezése.

## Dizájn
A USS Wasp a washingtoni haditengerészeti szerződés megkötései alapján épült, az egyezmény értelmében az Amerikai Egyesült Államok a Yorktown osztály első két egységének (USS Yorktown, USS Enterprise) mellett még rendelkezett 15 000 tonnányi engedélyezett hajótérrel. Ezt egy a Yorktown-típusnál 25 %-kal kisebb vízkiszorítású, de ahhoz hasonló felépítésű repülőgép-hordozó megvalósítására használtak fel, ez lett a USS Wasp. A washingtoni és a londoni haditengerészeti szerződések korlátozásai miatt mind a Yorktown osztály, mind a USS Wasp sokkal kisebb méretűek voltak, mint az első amerikai flotta repülőgép-hordozók, a 37 000 tonna sztenderd vízkiszorítású Lexington osztály egységei, a hatalmas méretű USS Lexington és a USS Saratoga.
A USS Wasp hajóteste vízvonalon 219,5 m hosszú, a felszállófedélzetén  222 m, maximális hossza pedig 225,9 m. Legnagyobb szélessége 30,5 m, merülése 7,8 m volt. 	Az egység 2 db Parsons gőzturbinával, és 6 db Yarrow kazánnal volt felszerelve, a hajtómű teljesítménye 70 000 LE, a maximális sebesség 29,5 csomó (54,6 km/h; 33,9 tengeri mérföld/h). Hatótávolsága 12 000 tengeri mérföld (22 0000 km) 15 csomós (28 km/h) sebességgel. A repülőgépeket 3 db lift szolgálta ki, indításukról 2 hidraulikus katapult gondoskodott.

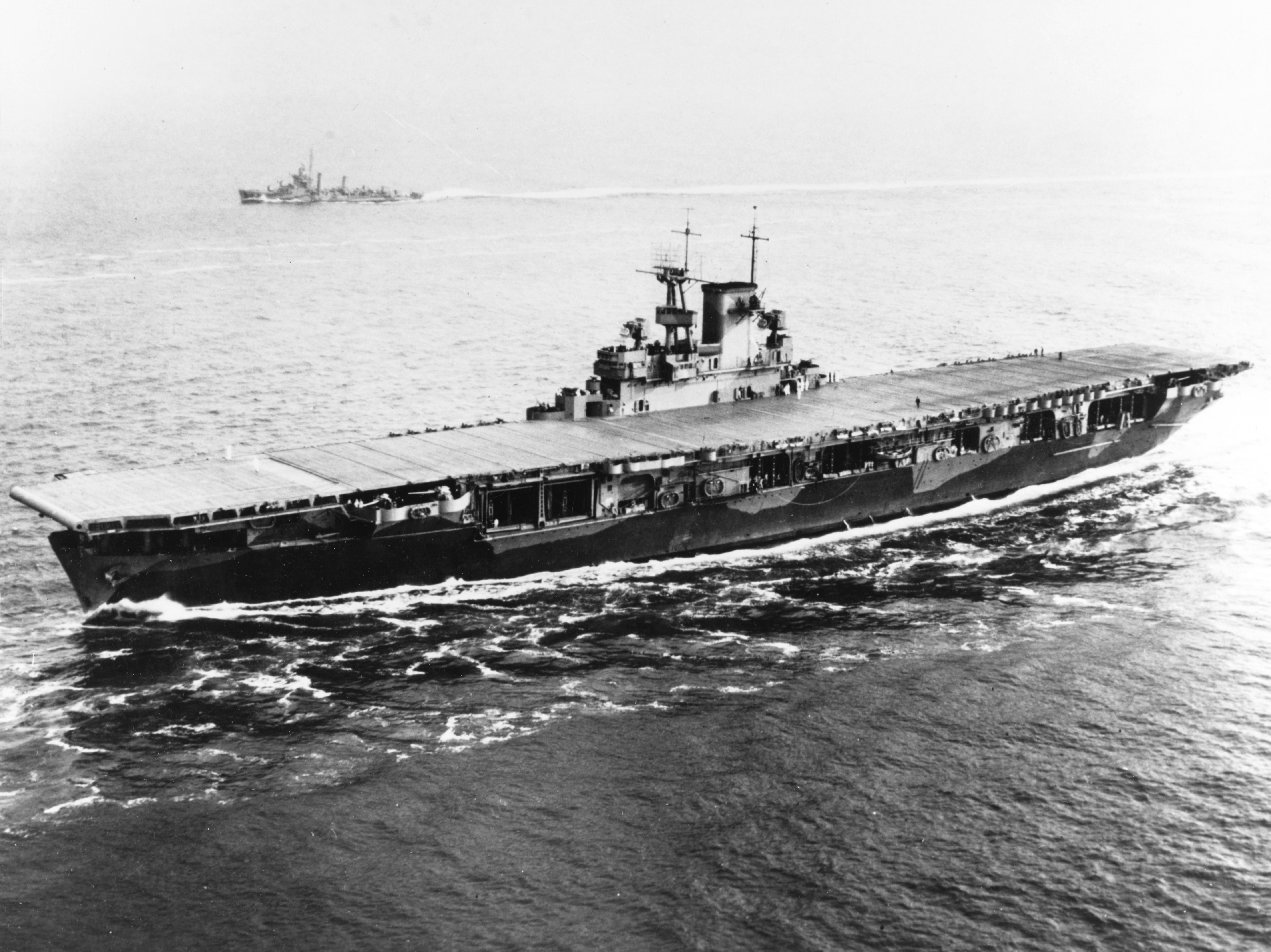
A USS Wasp (CV-7) repülőgép-hordozó a USS Edison (DD-439) romboló társaságában 1942. május 26-án Hampton Roads-nál.
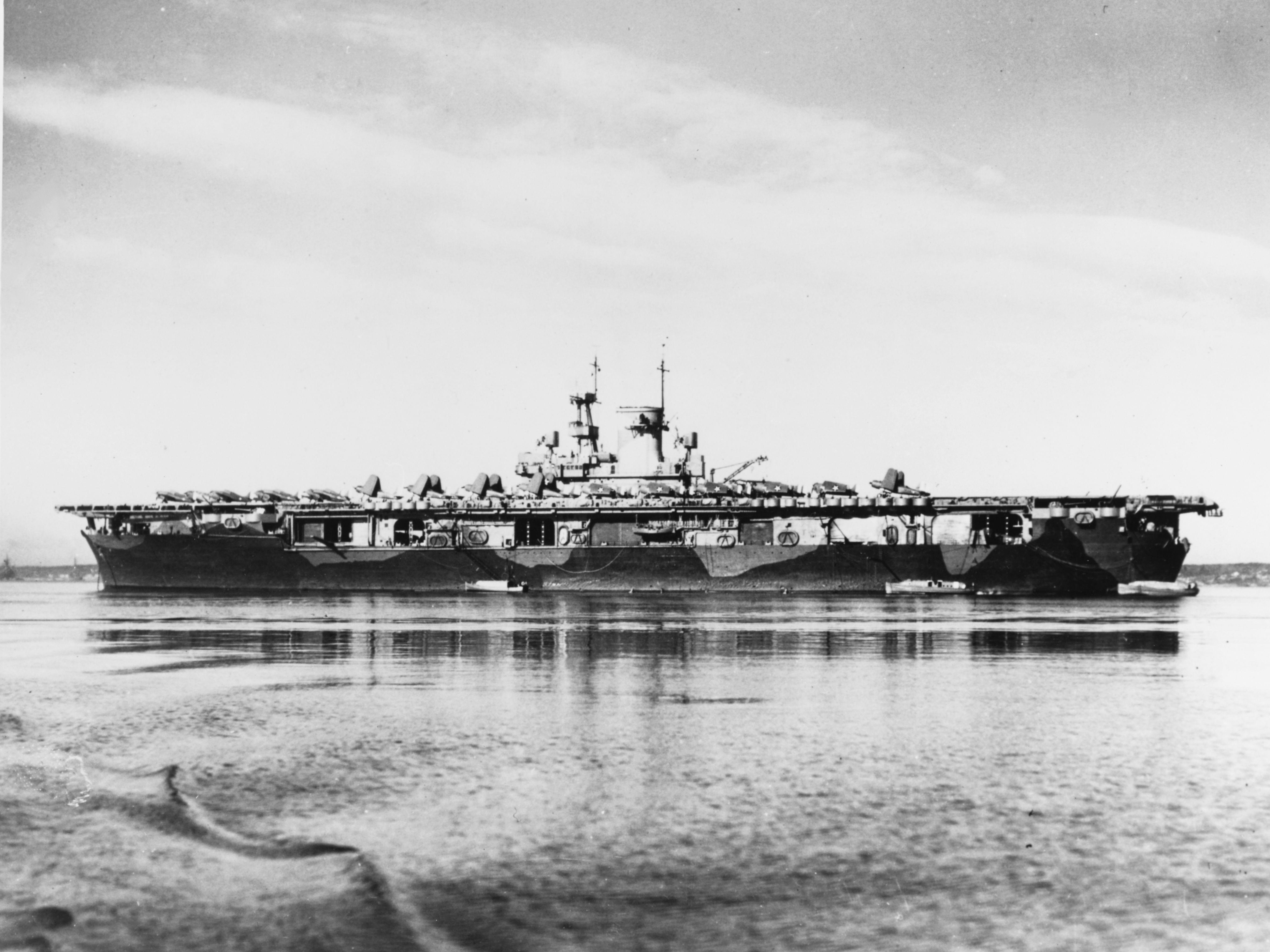
A USS Wasp (CV-7) a Casco-öbölben, 1942 elején.
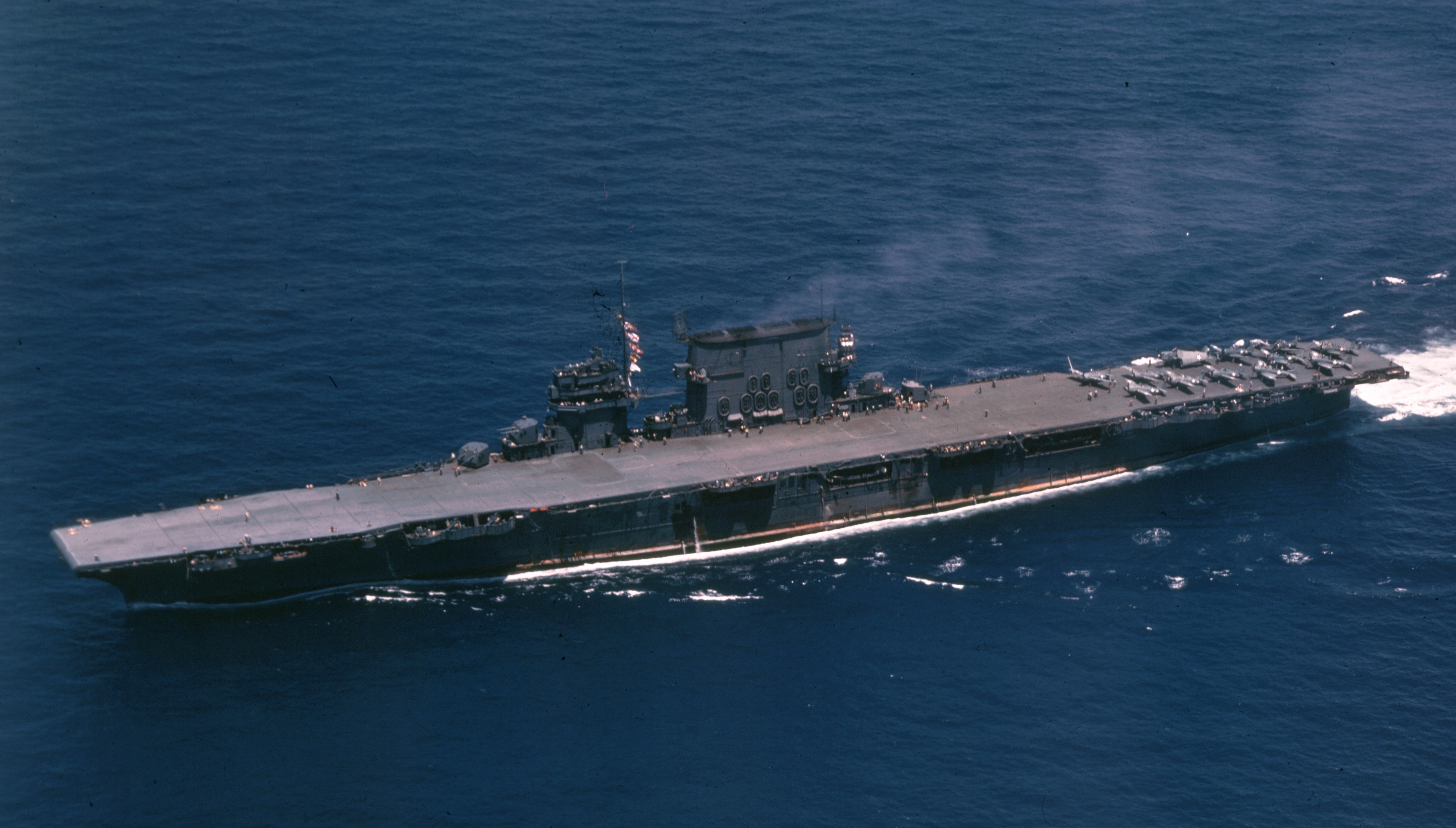
A Lexington osztályú USS Saratoga repülőgép-hordozó 1942-ben. A Lexington osztály egységei sokkal nagyobb méretűek voltak, mint a Yorktown osztály, vagy a USS Wasp.
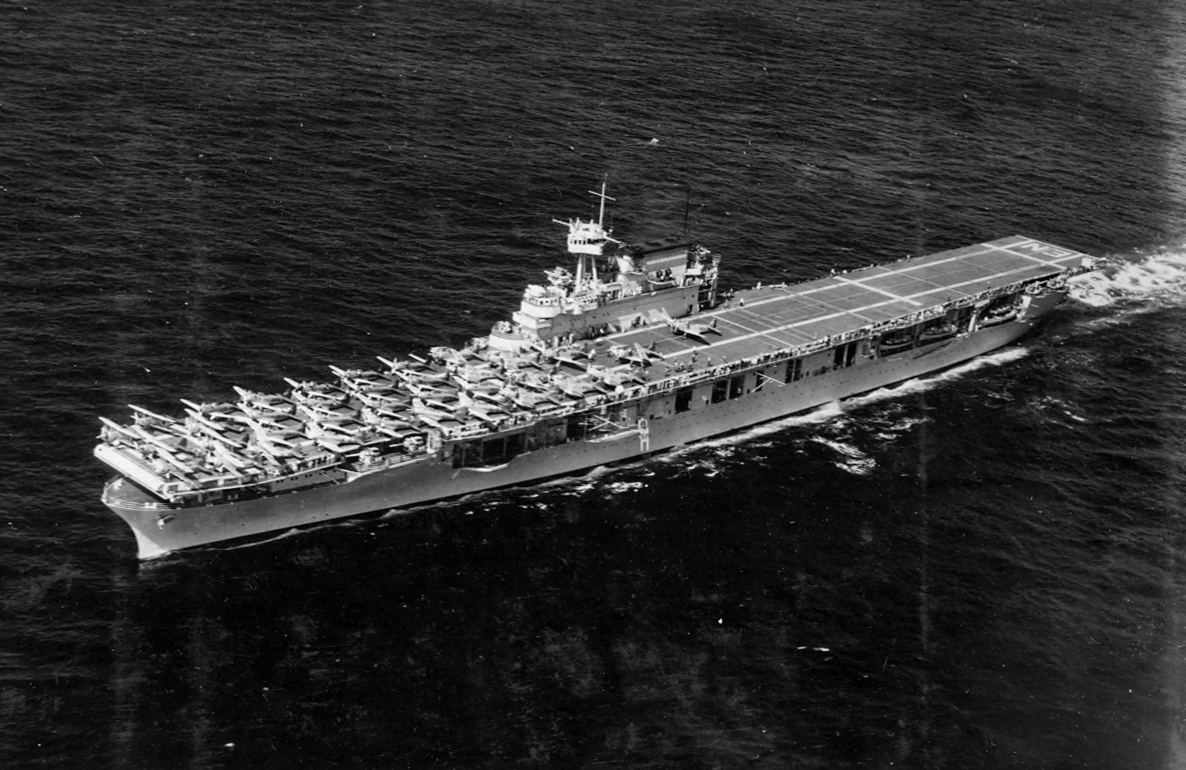
A Yorktown osztályú USS Enterprise repülőgép-hordozó. A USS Wasp gyakorlatilag a Yorktown osztály kisebb, lassúbb, egyszerűbb, gyengébb páncélzatú és védettségű változata volt.

A USS Wasp az elődtípus Yorktown osztálynál 25 %-kal kisebb, korlátozott vízkiszorítás adta lehetőségek miatt csak igen gyenge, jelképes páncélzattal látták el, és gyakorlatilag semmiféle torpedóvédelemmel sem rendelkezett. Ezen hiányosságok döntően hozzájárultak elvesztéséhez. 
A hajótestet vízvonalon egy mindössze 16 mm vastag övpáncél oltalmazta, a kormányszerkezetet 87 mm-es vértezettel bírt. A felszállófedélzet és a hangárfedélzet teakfaburkolatot kaptak, egyedül az ezek alatt fekvő főfedélzetet látták el 32 mm-es páncélzattal.

### Repülőcsoport
A USS Wasp repülőcsoportjának mérete elvileg 100 db repülőgép, a gyakorlatban maximum ̃83 db repülőgép volt. Pályafutása során a USS Wasp fedélzetén Grumman F4F Wildcat vadászrepülőgépek, Vought SB2U Vindicator és Douglas SBD Dauntless zuhanóbombázók, valamint Douglas TBD Devastator és Grumman TBF Avenger torpedóbombázók szolgáltak.
| Repülőcsoport, USS Wasp (CV-7) | Vadászrepülőgép   | Zuhanóbombázó         | Torpedóbombázó      |
| ------------------------------ | ----------------- | --------------------- | ------------------- |
| 1941. december                 | 47 db F4F Wildcat | 33 db SB2U Vindicator | 3 db TBD Devastator |
| 1942. augusztus                | 29 db F4F Wildcat | 30 db SBD Dauntless   | 10 db TBF Avenger   |

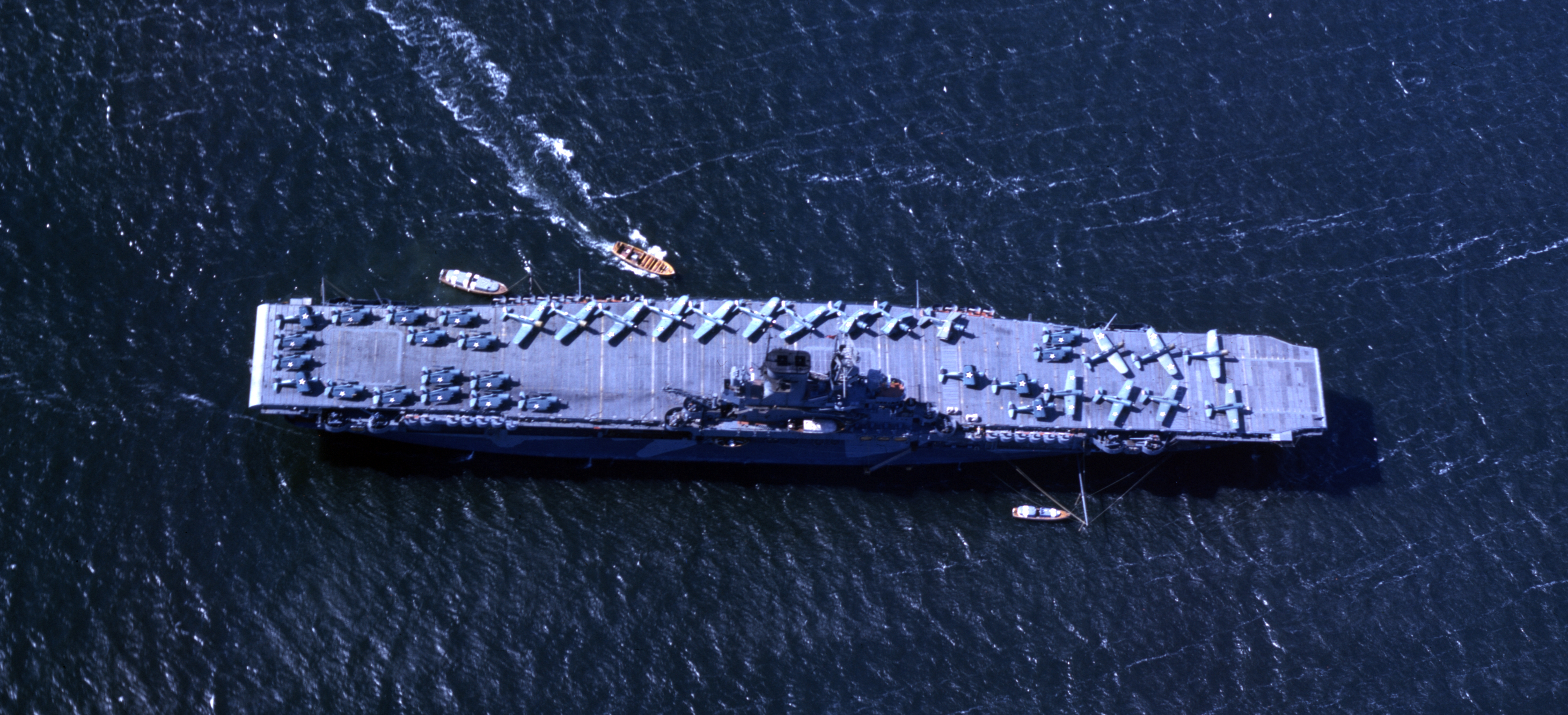
Repülőgépek a USS Wasp (CV-7) fedélzetén, 1942. júniusában. A képen látható 15 db Vought SB2U-3 Vindicator zuhanóbombázó, 3 db Douglas TBD-1 Devastator torpedóbombázó és 20 db Grumman F4F-4 Wildcat vadászrepülőgép.
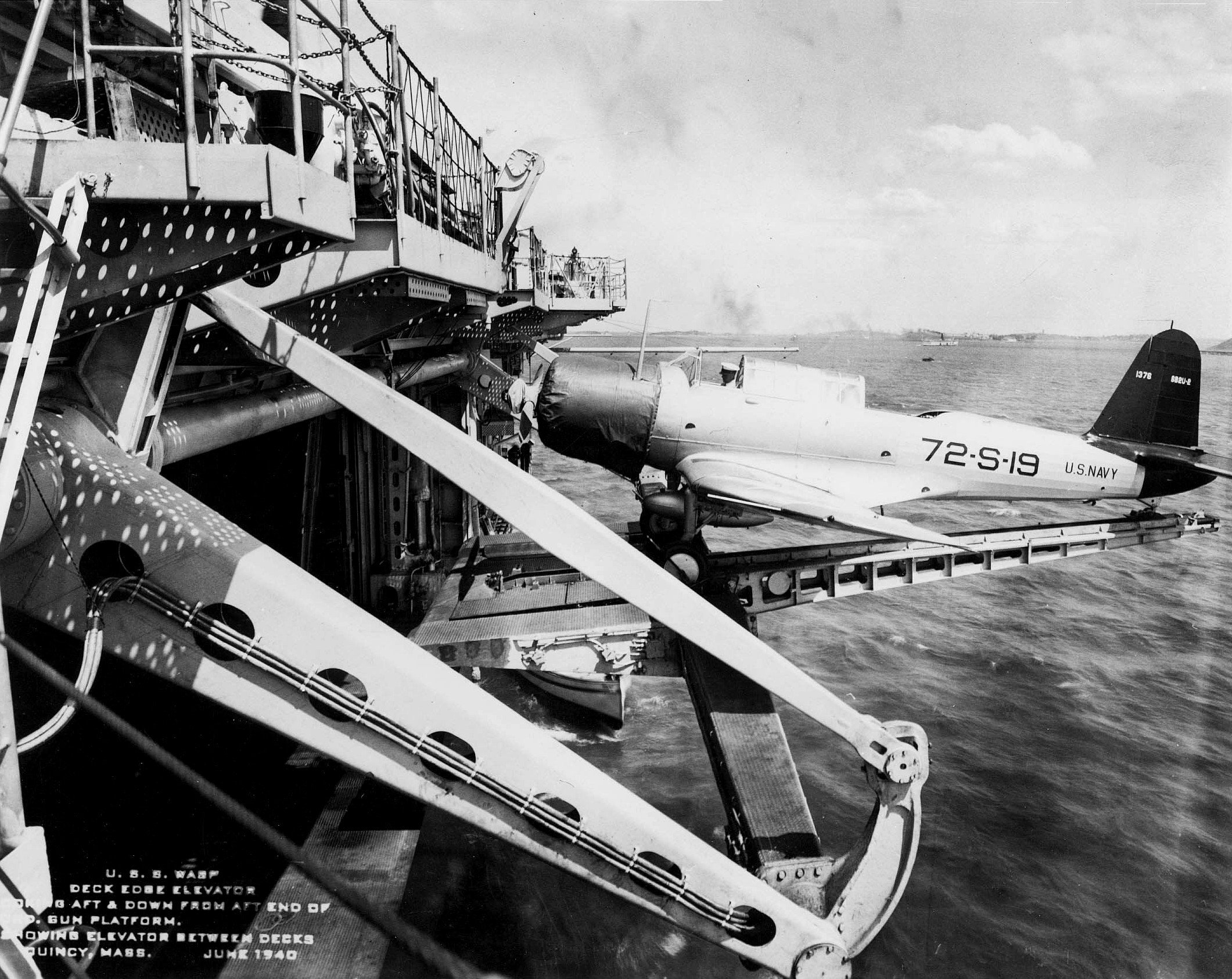
A USS Wasp (CV-7) fedélzetszéli liftje egy Vought SB2U-2 Vindicator zuhanóbombázóval.
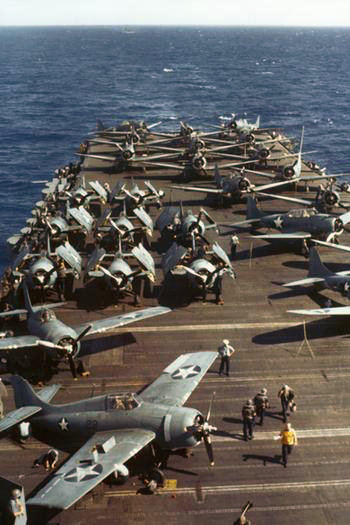
Grumman F4F-4 Wildcat vadászrepülőgépek és Douglas SBD-3 Dauntless zuhanóbombázók 1942-ben a USS Wasp (CV-7) fedélzetén.
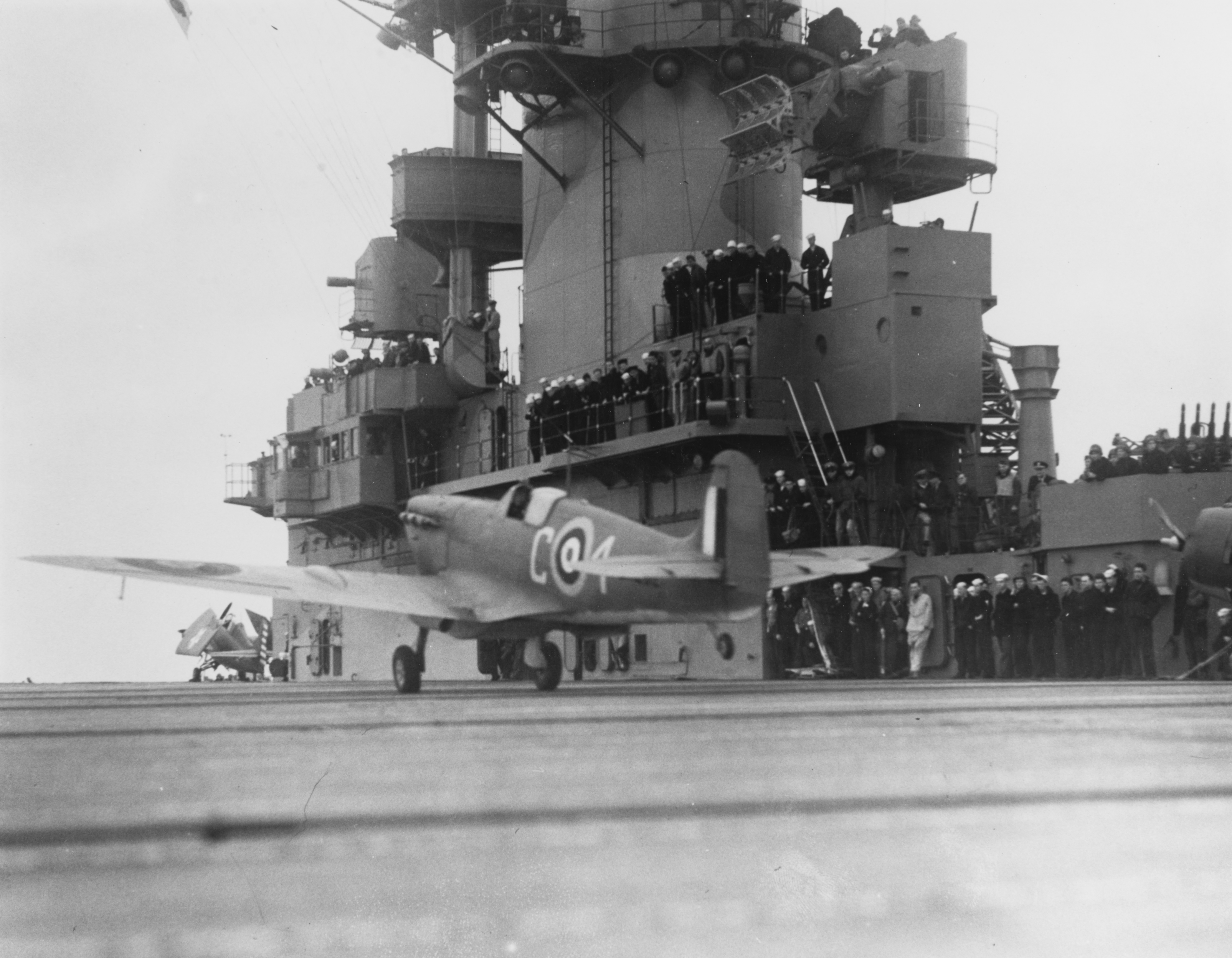
Egy brit Supermarine Spitfire vadászrepülőgép felszállása a USS Wasp (CV-7) fedélzetéről, 1942. májusában.
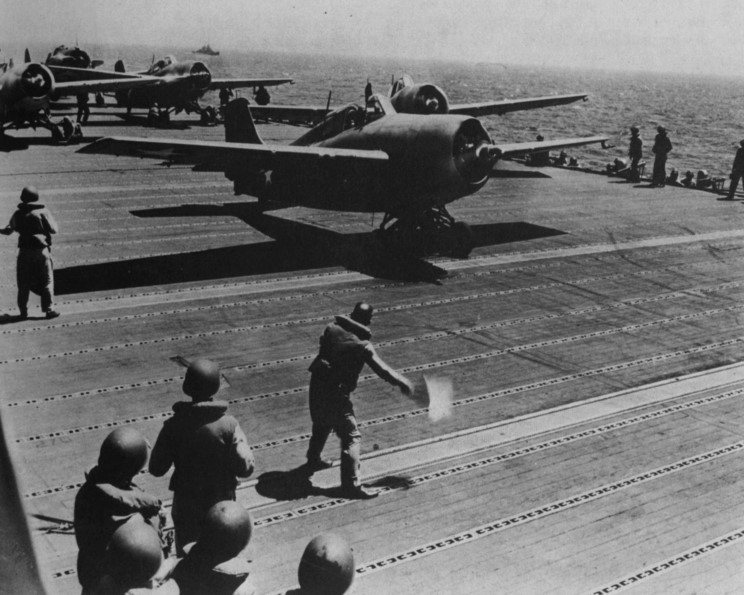
F4F Wildcat vadászrepülőgépek indítása a USS Wasp (CV-7) fedélzetéről 1942 augusztusában, Guadalcanalnál.

### Pályafutása
Szolgálatba állítása után a USS Wasp első útja a Karib-tengerre vezetett a USS Morris (DD-417) romboló társaságában. 1940 októberében az Egyesült Államok Hadserege (US Army) légierejének (US Army Air Force) 24 db P-40B típusú vadászrepülőgépét és O-47A típusú felderítő repülőgépét szállított, ezek a repülőgépek fel is szálltak a fedélzetéről értékes tapasztalatokat nyújtva a II. világháborúra nézve, amikor az amerikai és a brit légierő repülőgépeinek szállítására vették igénybe a hordozót. Következő jelentősebb gyakorlatát 1941 februárjától a Kuba környéki vizeken teljesítette, több más hadihajó, mint a USS Texas csatahajó, a USS Ranger repülőgép-hordozó, a USS Tuscaloosa és a USS Wichita nehézcirkálók és több romboló társaságában. 1941. április 8-tól, miután 50 db I. világháborús amerikai rombolóért cserébe a britek több karibi-térségi támaszpontjukat átengedték az Egyesült Államoknak, három amerikai repülőgép-hordozó, a USS Wasp, a USS Yorktown és a USS Ranger  (Carrier Division 3) Bermudát használta támaszpontjaként. 1941 augusztus elején a Task Force 16 (TF 16) a USS Mississippi csatahajó, a USS Quincy és a USS Wichita nehézcirkálók, valamint több romboló kíséretében a légierő (USAAF) P-40-es vadászrepülőgépeit szállította Izlandra, ahol amerikai megszálló erők váltották fel a brit és kanadai csapatokat. 1941. augusztus 22-től a USS Savannah könnyűcirkáló és két romboló társaságában működött. Az amerikai kötelék augusztus 30-án mellőzte a brit HMS Rodney csatahajót és kíséretét. A USS Wasp az 1941-es év hátralévő részében az Atlanti-óceán északi részén és a Nyugat-Indiákon működött, az év végén előbb a USS Brooklyn könnyűcirkáló, majd a USS Long Island kísérő repülőgép-hordozó és két romboló társaságában tevékenykedett. 
Végül az év végétől Norfolk Navy Yard hajógyárban javítómunkálatokat végeztek rajta, melyek áthúzódtak 1942 elejére, ezek során a USS Wasp volt az első amerikai hadihajók egyike, amelyet a továbbfejlesztett RCA CXAM-1 radarral felszereltek.
1942. március 26-án a Task Force 39 részeként a britek támogatására az Egyesült Királyságba küldték, a kötelék zászlóshajója a USS Washington csatahajó volt. A flottakötelék parancsnoka, John Walter Wilcox Jr. (1882-1942) altengernagy átkelése során, máig tisztázatlan körülmények között a tengerbe esett és eltűnt. A kötelék parancsnokságát a rangidős tiszt, Robert C. Giffen altengernagy vette át a USS Wichita nehézcirkáló fedélzetén. 1942. április-májusában a USS Wasp az Operation Calendar az Operation Bowery hadműveletek keretében, brit és amerikai hadihajók, köztük az HMS Eagle repülőgép-hordozó társaságában repülőgépeket szállított a németek és az olaszok által fenyegetett Máltára. A USS wasp mindkét alkalommal 47 – 47 db Supermarine Spitfire-t vitt a sziget közelébe, majd a vadászrepülőgépek a hordozóról felszállva Máltára repültek.
1942 májusában a USS Wasp a Csendes-óceánra lett vezérelve, az ott a japánok által elsüllyesztett két nagy amerikai repülőgép-hordozó, a USS Lexington és a USS Yorktown pótlására. Útban a Csendes-óceáni felé San Diegóban elavult Vought SB2U Vindicator zuhanóbombázóit modernebb, Douglas SBD Dauntless típusra cserélték és korszerű, Grumman TBF Avenger torpedóbombázókat is kapott. A USS Wasp a guadalcanali amerikai partraszállás fedezése során a USS Saratoga és a USS Enterprise repülőgép-hordozókkal alkotott egy flottaköteléket, Frank Jack Fletcher admirális parancsnoksága alatt.
A salamon-szigeteki hadjárat és a Guadalcanal környéki flottaműveletek során, 1942. szeptember 15-én 14ː45-kor a USS Wasp, miközben a USS North Carolina csatahajó, a USS Hornet repülőgép-hordozó, a USS Helena könnyűcirkáló és más amerikai egységek társaságában hajózott, három torpedótalálatot kapott a japán I-19 tengeralattjáró által kilőtt hat torpedóból. A sorozatból egy torpedó eltalálta és megrongálta a USS North Carolina csatahajót, egy további pedig a USS O'Brian rombolóban okozott igen súlyos károkat, egy hónappal később az egység elsüllyedéséhez vezetve. A USS Wasp-ot ért három torpedótalálat végzetesnek bizonyult, a hajón katasztrofális tüzek keletkeztek, miután kigyulladt a repülőgépek üzemanyaga és a légvédelmi lövegek egyik lőszerraktára is felrobbant. 15ː20-kor a USS Wasp kapitánya, reménytelennek és menthetetlennek ítélve a hordozó helyzetét, kiadta a parancsot a hajó elhagyására. A legénység 1946 tagját a környező amerikai hadihajók, a USS Salt Lake City nehézcirkáló, a USS Helena könnyűcirkáló, a USS Laffey és a  USS Lansdowne vette a fedélzetére. Végül a USS Lansdowne romboló torpedói adták meg a kegyeldöfést a USS Wasp-nak, a hordozó fedélzetén a japán torpedótalálatok és a keletkezett tüzek és robbanások miatt összesen 193 tengerész halt hősi halált, 366 fő megsebesült, elsüllyedésekor 45 db repülőgépe maradt a fedélzetén.
A USS Wasp elvesztése miatt az épülő, Essex-osztályú USS Oriskany (CV-18) repülőgép hordozót USS Wasp (CV-18) névre keresztelték át, az egység 1943. november 24-én állt szolgálatba és 1972-ig üzemeltette az amerikai haditengerészet.

## Galéria

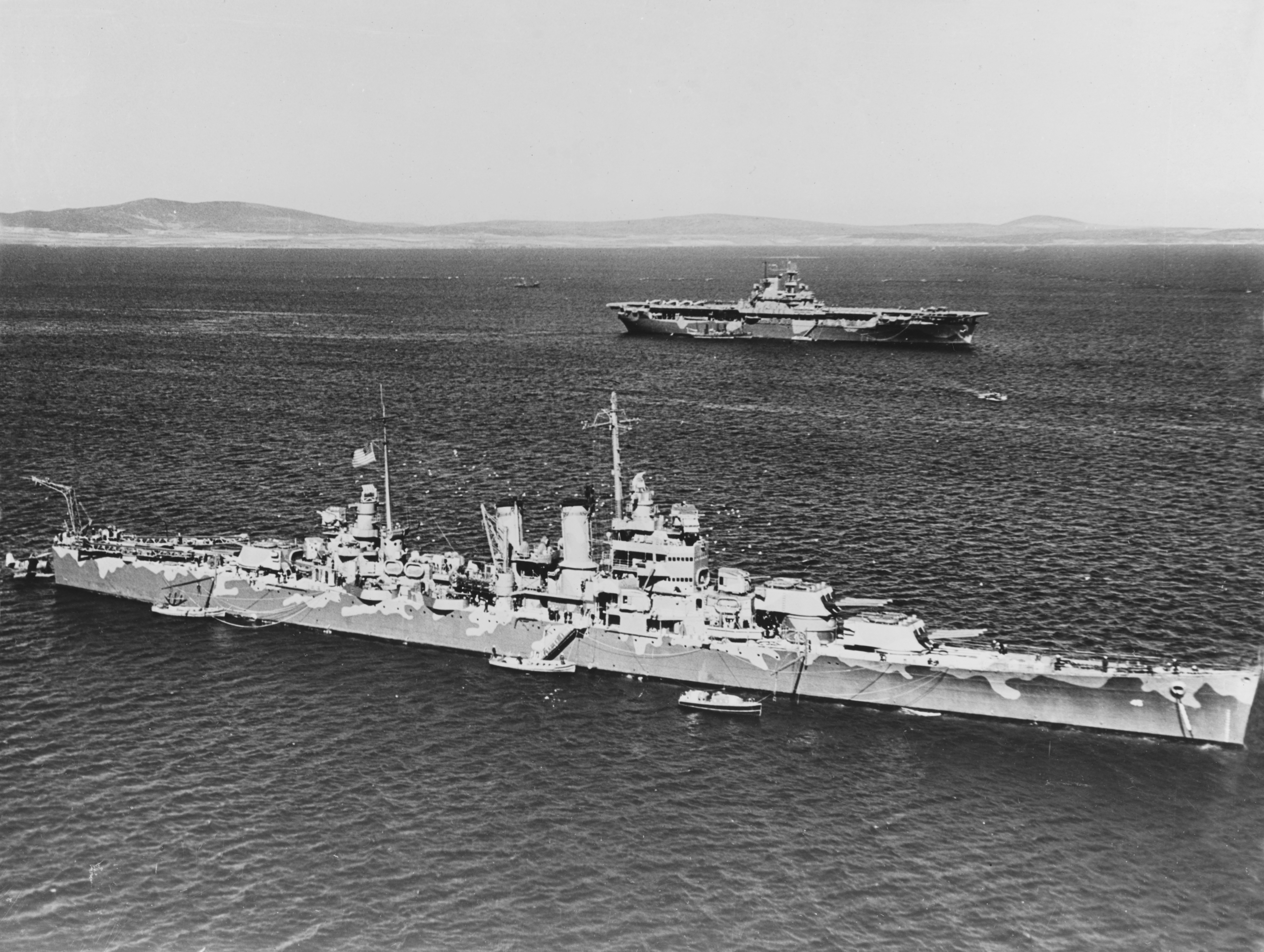
A USS Wichita (CA-45) amerikai nehézcirkáló a USS Wasp (CV-7) repülőgép-hordozó társaságában a brit Home Fleet támaszpontján, Scapa Flow-ban 1942 áprilisában.
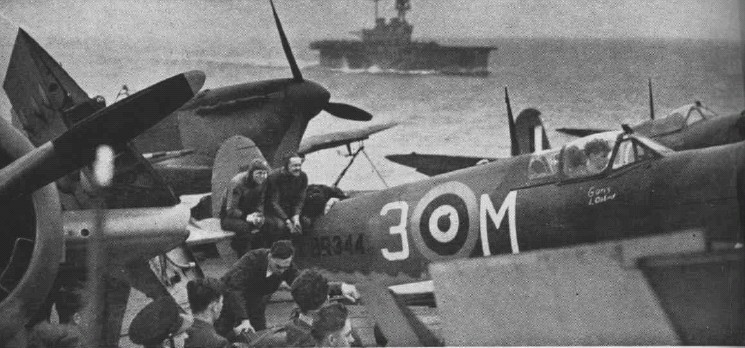
A Royal Air Force Spitfire vadászrepülőgépei 1942. májusában a USS Wasp fedélzetén, úton Málta felé. A háttérben az HMS Eagle brit repülőgép-hordozó látható.
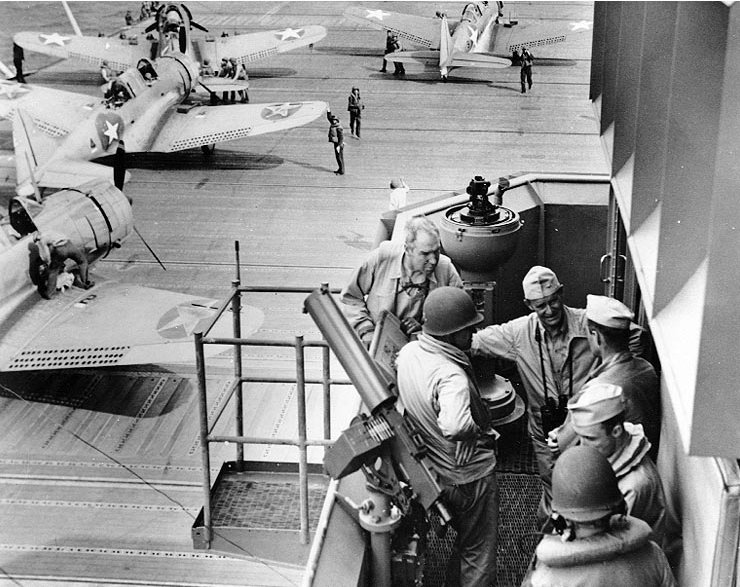
A USS Wasp (CV-7) parancsnoki hídjának és fedélzetének részlete 1942. augusztus 7-én.
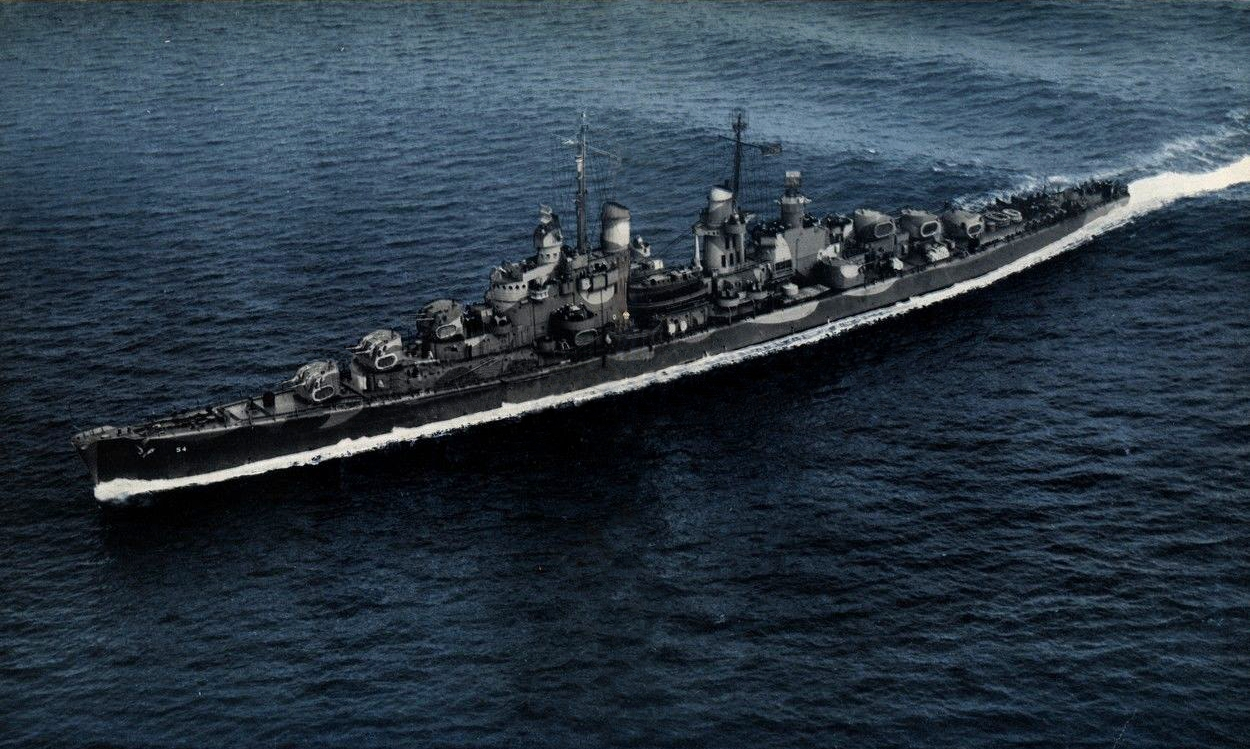
Az Atlanta-osztályú USS San Juan légvédelmi cirkáló a USS Wasp kísérőhajójaként is szolgált.
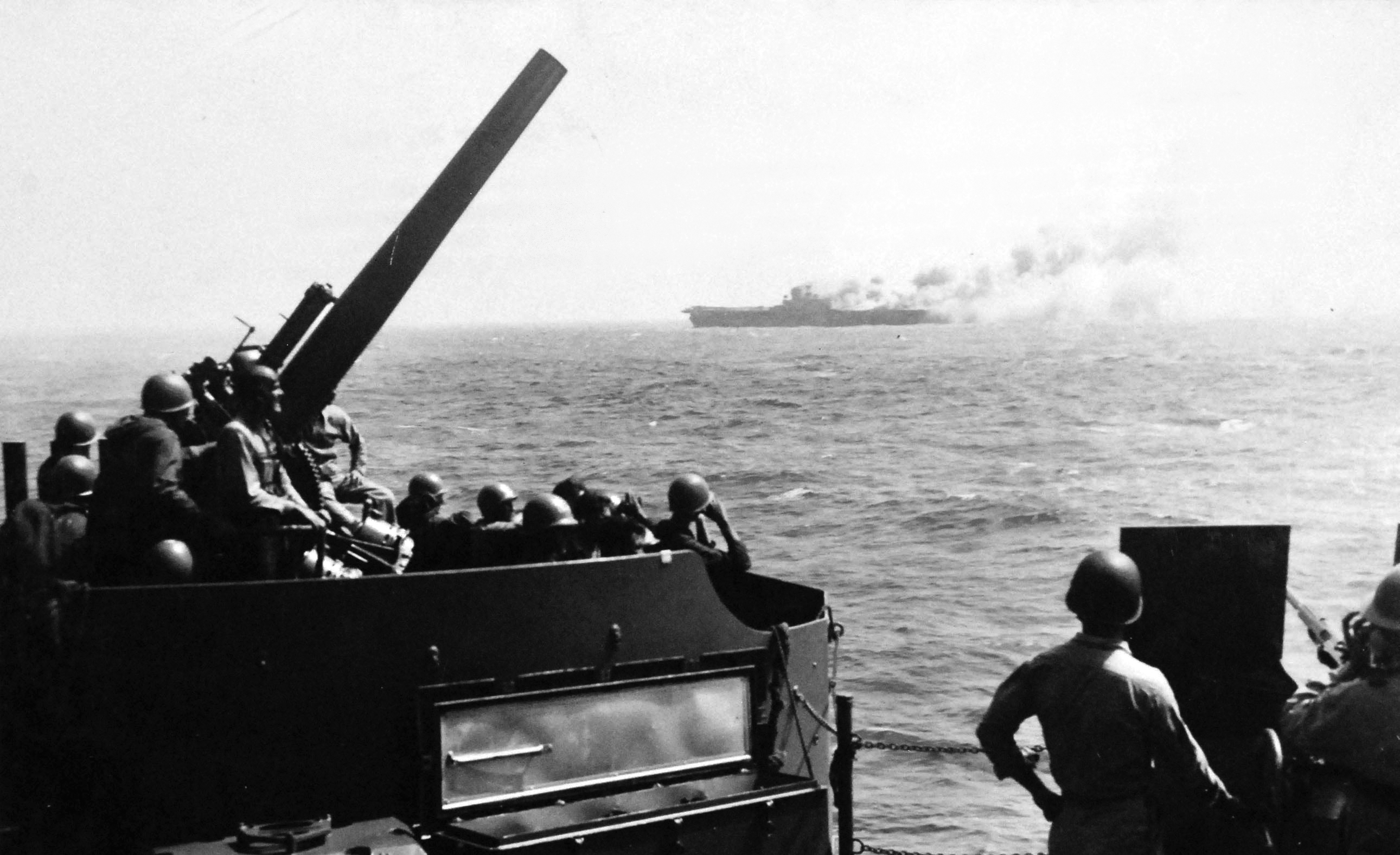
A USS Wasp (CV-7) röviddel az I-19 torpedótalálata után, 1942. szeptember 15-én, a USS Salt Lake City (CA-25) nehézcirkáló fedélzetéről fényképezve.
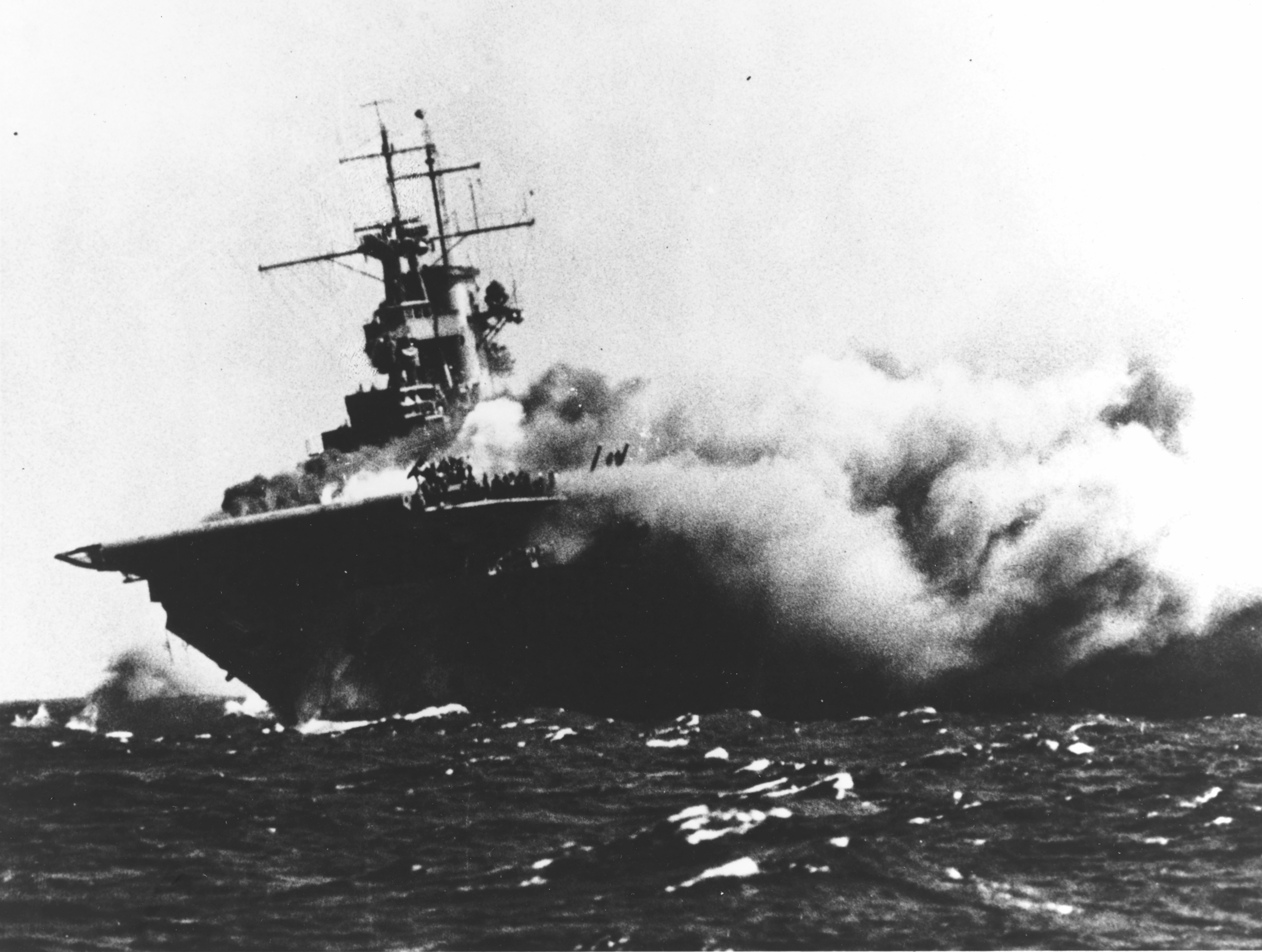
A lángoló és megdőlt USS Wasp (CV-7) repülőgép-hordozó, miután 1942. szeptember 15-én megtorpedózta az I-19 japán tengeralattjáró.
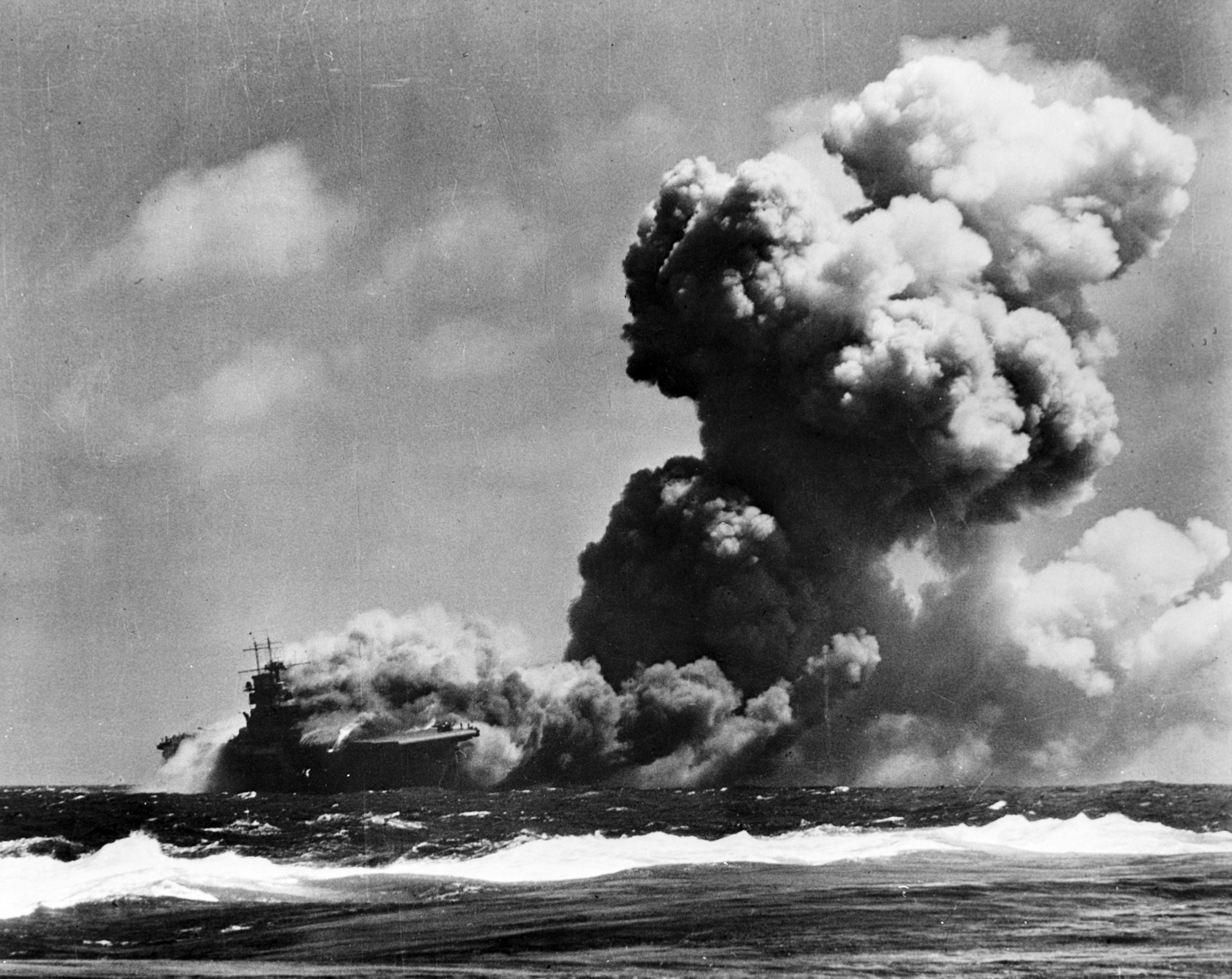
A lángokban álló és süllyedő USS Wasp (CV-7) repülőgép-hordozó 1942. szeptember 15-én.
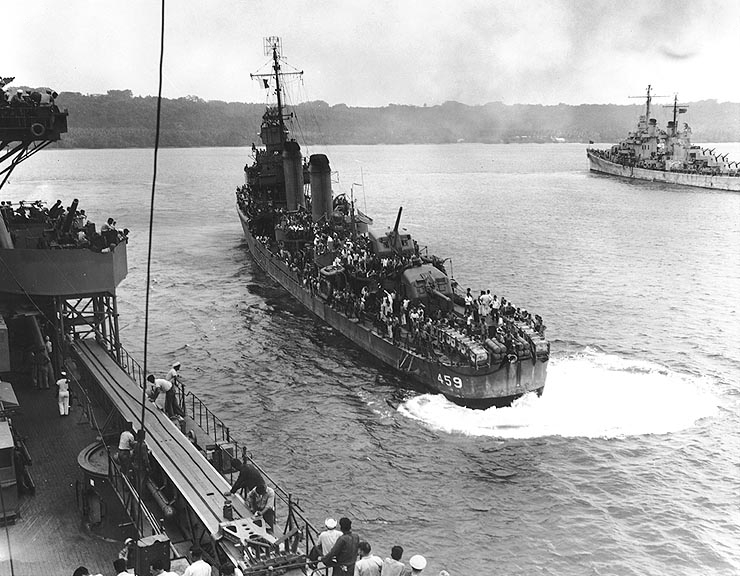
A USS Laffey (DD-459) romboló befutása közben a kikötőbe a USS Wasp (CV-7) túlélőivel. Balra egy Pensacola osztályú nehézcirkáló fedélzetének részlete, jobbra pedig a USS Juneau (CL-52) könnyűcirkáló látható.
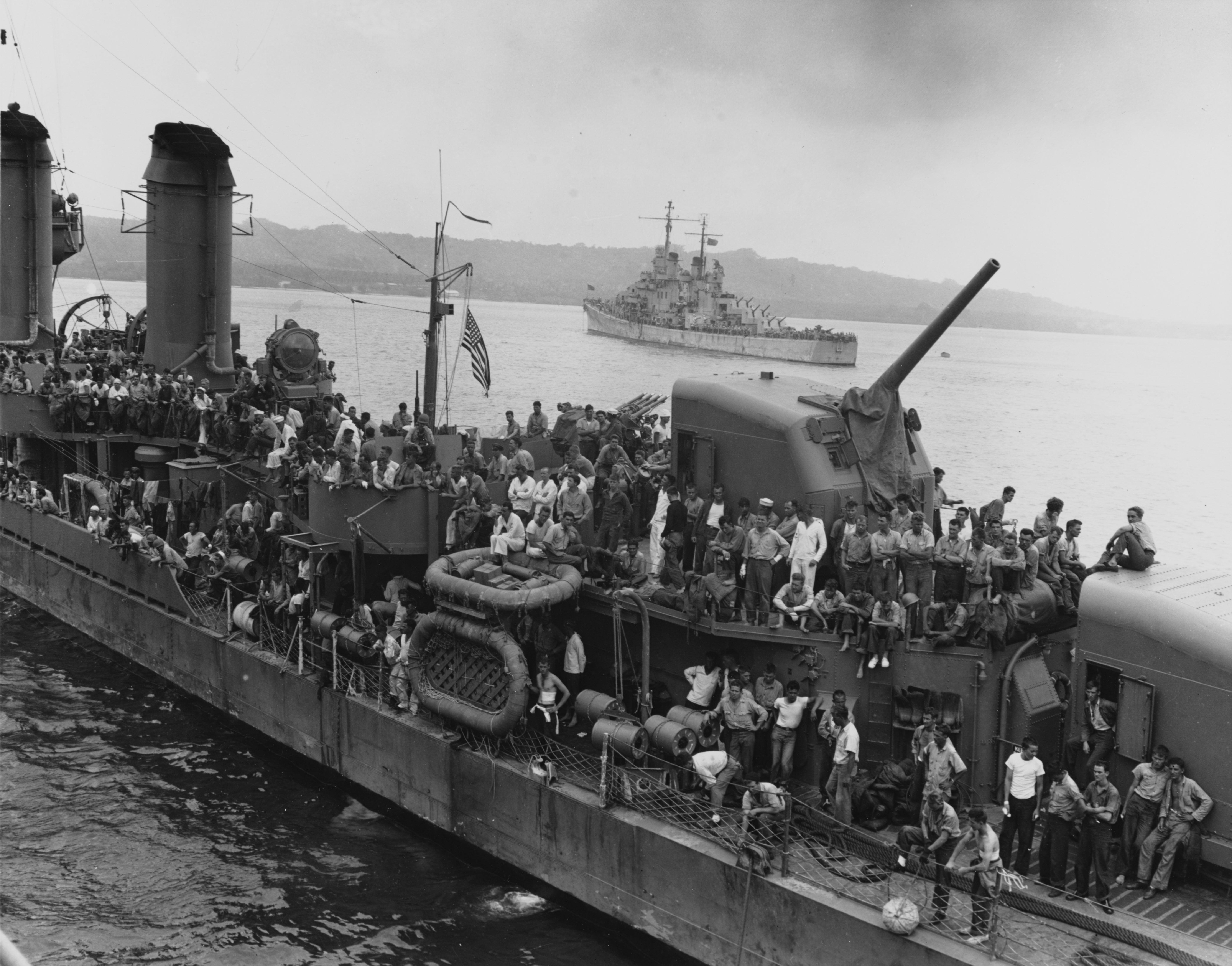
A USS Wasp (CV-7) túlélői a USS Laffey (DD-459) romboló fedélzetén. A háttérben az Atlanta osztályú USS Juneau (CL-52) könnyűcirkáló látható.
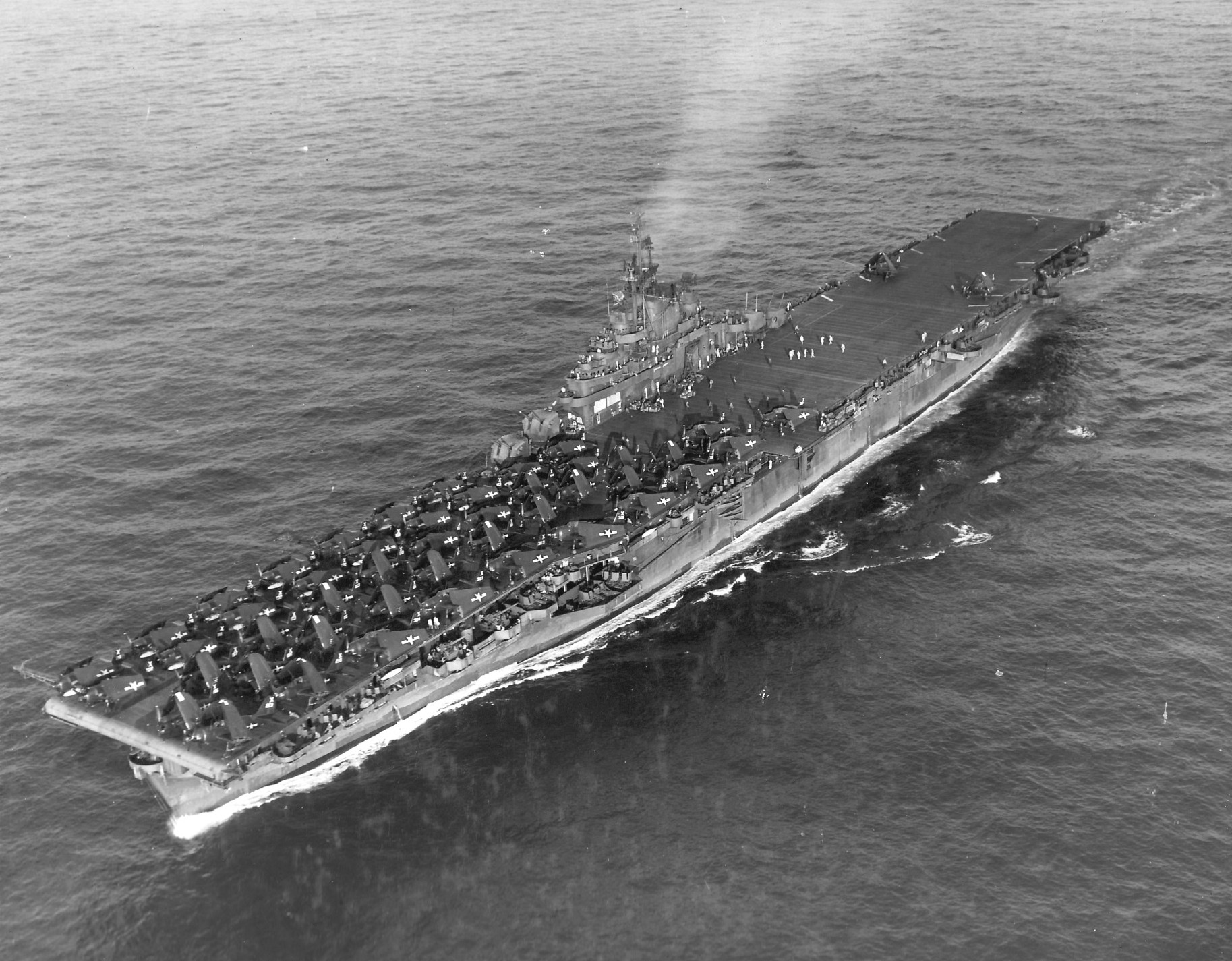
A USS Wasp (CV-7) tiszteletére az eredetileg tervezett USS Oriskany névről USS Wasp-ra (CV-18) átkeresztelt Essex-osztályú repülőgép-hordozó 1945-ben.